# 石井宏子 (政治家)
石井 宏子（いしい ひろこ、1964年（昭和39年）10月26日 - ）は、日本の政治家、教諭。千葉県君津市長（2期）。元千葉県議会議員（3期）、元君津市議会議員（1期）。

## 来歴
埼玉県生まれ。5歳のときに新日鐵の君津市進出とともに木更津市に転入。木更津市立清見台小学校、木更津市立太田中学校、千葉県立木更津高等学校卒業。1987年（昭和62年）3月、上野学園大学音楽学部音楽学科卒業。同年4月、音楽教諭となり君津市に赴任。君津市立亀山中学校、君津市立周西中学校、君津市立南子安小学校などに奉職。1996年（平成8年）、重度の障害がある長男の出産を機に退職した。その後君津市特別非常勤講師として合唱指導に関わる。
2003年（平成15年）9月、君津市議会議員に初当選。こども家庭相談室の創設、子育て支援センターの創設などに取り組んだ。
2007年（平成19年）4月、千葉県議会議員選挙に無所属で立候補し初当選。2011年（平成23年）、民主党公認で立候補し再選。2015年（平成27年）、3期目の当選を果たす。
2018年（平成30年）8月24日、君津市長選挙へ立候補する意向を表明。同年10月14日に行われた市長選に連合千葉の推薦を受けて立候補。鈴木洋邦市長から後継指名を受けた元県庁職員の渡辺吉郎（自民党・公明党推薦）、元市議の安藤敬治ら2候補を破り初当選した。11月1日、市長就任。
※当日有権者数：72,292人 最終投票率：50.55%（前回比：2.86pts）
| 候補者名 | 年齢 | 所属党派 | 新旧別 | 得票数   | 得票率 | 推薦・支持                 |
| -------- | ---- | -------- | ------ | -------- | ------ | -------------------------- |
| 石井宏子 | 53   | 無所属   | 新     | 16,084票 | 44.47% | （推薦）連合千葉           |
| 渡辺吉郎 | 61   | 無所属   | 新     | 14,736票 | 40.75% | （推薦）自由民主党・公明党 |
| 安藤敬治 | 70   | 無所属   | 新     | 5,345票  | 14.78% |                            |

2022年（令和4年）2期目を目指し立候補した君津市長選で、自民党が推薦する新人候補を破り再選を果たした。

## 市政
- 2020年（令和2年）5月21日、新型コロナウイルス対策の財源に充てるため、自身と副市長、教育長、危機管理監の7月から2021年（令和3年）3月までの月額給与を10％減額すると発表した[13]。